# Минкевич, Франц Адольфович
Франц Адольфович Минкевич (1904—1988) — полковник Советской Армии, участник Великой Отечественной войны, Герой Советского Союза (1942).

## Биография
Франц Минкевич родился 1 августа 1904 года в Минске. После окончания семи классов школы работал на заводе. В 1924 году Минкевич был призван на службу в Рабоче-крестьянскую Красную Армию. В 1930 году он окончил Московскую артиллерийскую школу, в 1932 году — Харьковскую военную авиационную школу лётнабов, в 1934 году — курсы усовершенствования штурманов. С начала Великой Отечественной войны — на её фронтах.
К концу 1941 года майор Франц Минкевич был штурманом 750-го дальнебомбардировочного авиаполка АДД СССР. К тому времени он уже совершил 87 боевых вылетов на бомбардировку важных стратегических объектов противника, выброску парашютистов во вражеский тыл.
Указом Президиума Верховного Совета СССР «О присвоении звания Героя Советского Союза начальствующему составу Военно-воздушных сил Красной Армии» от 29 марта 1942 года за «образцовое выполнение боевых заданий командования на фронте борьбы с немецкими захватчиками и проявленные при этом отвагу и геройство» удостоен высокого звания Героя Советского Союза с вручением ордена Ленина и медали «Золотая Звезда» за номером 683.
В 1947 году в звании полковника Минкевич был уволен в запас. Проживал и работал в Одессе. Умер 17 января 1988 года, похоронен на 2-м Христианском кладбище Одессы.
Был также награждён двумя орденами Красного Знамени, орденами Отечественной войны 1-й степени и Красной Звезды, рядом медалей.